# Gens Claudia

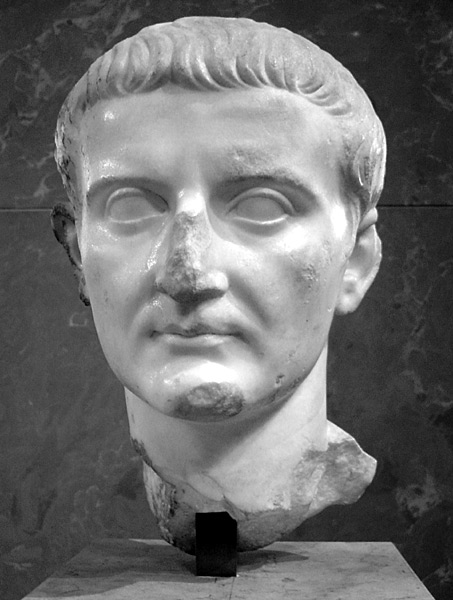
Tiberio Claudio Nerone, membro della gens Claudia, secondo imperatore romano

La gens Claudia fu un'importante famiglia romana, di stirpe sabina proveniente della città-stato di Inregillum
secondo le fonti dei Romani, secondo alcuni archeologi moderni era invece etrusca e proveniente da Caere in base a recenti scoperte archeologiche..
Ebbe due rami, uno patrizio — caratterizzato dai cognomina Caecus, Caudex, Centho, Crassus, Pulcher, Regillensis, Marcellus, Sabinus —, e uno plebeo — caratterizzato dai cognomina Asellus, Canina, Centumalus, Cicero, e Flamen. Il praenomen Lucius fu evitato, dopo che due membri della gens che lo portavano lo disonorarono uno commettendo una rapina e l'altro divenendo assassino. Per tutta la durata della Repubblica, nessuno dei Claudii, che passavano per essere una famiglia dal cuore duro e sprezzante della plebe, adottò mai un membro di un'altra gens: il primo a rompere questa usanza fu Claudio, quarto imperatore romano, che adottò Lucio Domizio Enobarbo, poi noto come Nerone.

## Origine e territorio
Nel settimo libro dell'Eneide è menzionato Clauso, il principe sabino capostipite dei Claudii. Egli combatté al fianco di Turno contro i troiani di Enea.
Secondo l'illustre studioso Theodor Mommsen già in epoca arcaica la gens Claudia si sarebbe stanziata con la propria tribù nella zona dell'Aniene, ma è soltanto nei primi anni della repubblica (504 a.C.) che il nobile sabino Attius Clausus (poi romanizzato in Appius Claudius, o Appio Claudio Sabino Inregillense) dalla originaria Inregillum o Regillum (città di ubicazione attualmente ignota, che si suppone poco distante dal centro di Cures), si trasferì a Roma con il proprio seguito di parenti, amici e ben 5.000 clientes, a ciascuno dei quali vennero assegnati due iugeri di terreno (equivalenti a circa mezzo ettaro). Allo stesso Appio Claudio, che venne subito accolto nel patriziato romano, vennero assegnati venticinque iugeri.
All'inizio del V secolo a.C. la gens Claudia diede il proprio nome ad una delle tribù rustiche di Roma, che comprendeva località assai vicine a Roma, come Fidene, ma anche vari territori italici come Bari, Celia, Lucera e Taranto nelle Puglie, Miseno nel Golfo di Napoli, la comunità intera degli Equicoli, località del Veneto come Acelum, a settentrione della Via Postumia, Treviso a sud della stessa via, ed infine località del Piemonte come Novara.

## Storia
La famiglia si distinse in due rami principali: uno patrizio, i Claudii Pulchri, a cui apparteneva l'importante ramo distinto dal cognomen "Nero" (che in lingua sabina significa "forte", "coraggioso" e che fa riferimento alla "virilità"), cioè i Claudii Neroni, ed uno plebeo, i Claudii Marcelli ("bellicosi"). Ad alcuni membri di questa gens venne anche attribuito il nome di Clodius, variante grafica conforme alla pronuncia popolare del nome gentilizio Claudius.
La gens Claudia a Roma divenne in breve tempo potentissima, ed i suoi membri ricoprirono le più alte magistrature; in particolare durante la repubblica ascesero al consolato per ben 43 volte. I Claudii strinsero alleanze con altre importanti gentes, quali i Fabii (contro i Cornelii Scipiones o Scipioni), i Fulvii ed i Servilii, al fine di mantenere un ruolo egemone nel Senato, che conservarono per tutto il periodo repubblicano.
La gens Claudia intrecciò stretti e complessi rapporti di parentela con la potente gens Iulia; l'ascesa di quest'ultima al principato con Augusto venne a determinare alla sua morte la successione del ramo dei Claudii Neroni, nella persona di Tiberio Claudio Nerone, con il quale ebbe inizio la dinastia giulio-claudia, proseguita con Caligola e Claudio, e destinata a concludersi con Nerone. In questo modo la gens Claudia, da antica ed illustre famiglia patrizia, raggiunse l'apice della sua potenza, assurgendo al rango di prima dinastia imperiale di Roma.
Alla gens Claudia si deve anche la costruzione di tre importanti strade:
- la Via Clodia, costruita nel III secolo a.C., che costituiva una diramazione della Via Cassia, dalla quale si dipartiva all'altezza dell'attuale località di La Storta per dirigersi verso il lago di Bracciano passando per Tuscania, e terminando probabilmente a Saturnia.
- la Via Claudia Augusta, tracciata inizialmente da Druso maggiore durante la sua campagna contro i Reti tra il 16 ed il 13 a.C., e completata da suo figlio Claudio nel 46 d.C. La strada aveva due diramazioni, una che partiva dal porto di Altino sull'Adriatico e passava per Feltre, l'altra da Hostilia passava per Verona. Le due diramazioni si congiungevano a Trento, da dove la strada risaliva la valle dell'Adige e valicava i passi alpini in territorio germanico, fino a raggiungere Submontorium (l'attuale Donauwörth sul Danubio), estremo confine settentrionale dell'impero. Il percorso era di 350 miglia, pari a circa 518 km. Questa strada è di grande importanza, in quanto costituì la prima grande arteria di collegamento tra l'Italia ed il Nord Europa.
- La Via Appia, uno tra i più antichi assi viari, che collegava Roma a Brindisi, costruito per volere di Appio Claudio Cieco nel 312 a.C.

Legato alla gens è anche un acquedotto, l'Aqua Appia: voluto dal censore Gaio Plauzio Venoce, esso fu concluso dal successore Appio Claudio Cieco, che gli diede illegalmente il proprio nome, essendo rimasto in carica più a lungo di quanto la censura permettesse per legge (oltre i diciotto mesi previsti).

## Rami principali

### Claudii Pulchri
Tra gli esponenti dei Claudii Pulchri vi furono:
- Appio Claudio, figlio del suddetto Attus Clausus, console nel 471 e nel 451 a.C. Appoggiò la plebe e fece parte dei Decemviri Legibus Scribundis, che redassero le Leggi delle XII tavole, il più antico codice di leggi romane;
- Appio Claudio Cieco fu censore nel 312 a.C., console nel 307 e nel 296 a.C.; a lui si deve la costruzione del primo degli acquedotti di Roma (l'Aqua Appia), nonché l'inizio della costruzione della Via Appia, in seguito per la sua importanza chiamata regina viarum. Realizzò inoltre un'importante riforma politica in senso democratico, consentendo l'iscrizione nelle tribù cittadine indipendentemente dal possesso di beni fondiari, ed ammettendo anche i figli dei liberti nell'ordinamento centuriato, su base censitaria.
- Publio Clodio Pulcro, populista, che contrariamente a tutta la sua famiglia si fece adottare da una famiglia plebea.

### Claudii Marcelli
Dei plebei Claudii Marcelli si ricordano:
- Gaio Claudio (Marcello), nonno del console del 331 a.C.
- Gaio Claudio C. f. (Marcello), padre del console del 331 a.C.
- Marco Claudio Marcello, console nel 331 a.C.; fu nominato dittatore, al fine di tenere le elezioni del 327 a.C., ma gli venne impedito di ricoprire questa carica dagli auguri, che a quanto pare si opponevano a un dittatore plebeo.[7]
- Marco Claudio Marcello, console nel 287 a.C.[8]
- Marco Claudio Marcello, padre del console del 222 BC.[9][10]
- Marco Claudio Marcello, console per cinque volte (222, 215, 214, 210 e 208 a.C.), vincitore dei Galli Insubri a Clastidium (odierna Casteggio) nel 222 a.C.; eroe della seconda guerra punica, conquistatore di Siracusa; fu anche edile plebeo nel 216 a.C.;[11]
- Marco Claudio Marcello, console nel 196 a.C., trionfò su Boii e Liguri.
- Marco Claudio Marcello, console nel 183 a.C.[12]
- Marco Claudio Marcello, pretore nel 188 o nel 185 a.C.; uno di questi fu console nel 183 a.C., e si tratta di due distinti individui.[13]
- Marco Claudio Marcello, tribuno della plebe nel 171 a.C.[14]
- Marco Claudio Marcello, console per tre volte nel 166, 155 e 152 a.C.; trionfò su Galli delle Alpi e Liguri.
- l'omonimo Marco Claudio Marcello, nipote prediletto di Augusto e marito della figlia Giulia: sarebbe divenuto secondo imperatore romano dopo Augusto, se non fosse morto prematuramente nel 23 a.C.; in sua memoria venne eretto il teatro che ancora oggi porta il suo nome. Di lui parla Virgilio, Eneide, Canto VI, e ricorda Dante, Purgatorio, Canto VI, versi 123-125.